# Починок (Старосельский сельсовет)
Починок — упраздённая деревня в Вологодском районе Вологодской области.
Входила в состав Старосельского сельского поселения, с точки зрения административно-территориального деления — в Старосельский сельсовет.
Расстояние по автодороге до районного центра Вологды — 46 км, до центра муниципального образования Стризнево — 5 км. Ближайшие населённые пункты — Анчаково, Остюнино, Кипелово.
По данным переписи в 2002 году постоянного населения не было.
Упразднена 3 февраля 2020 года.